# Congregazione di Svizzera

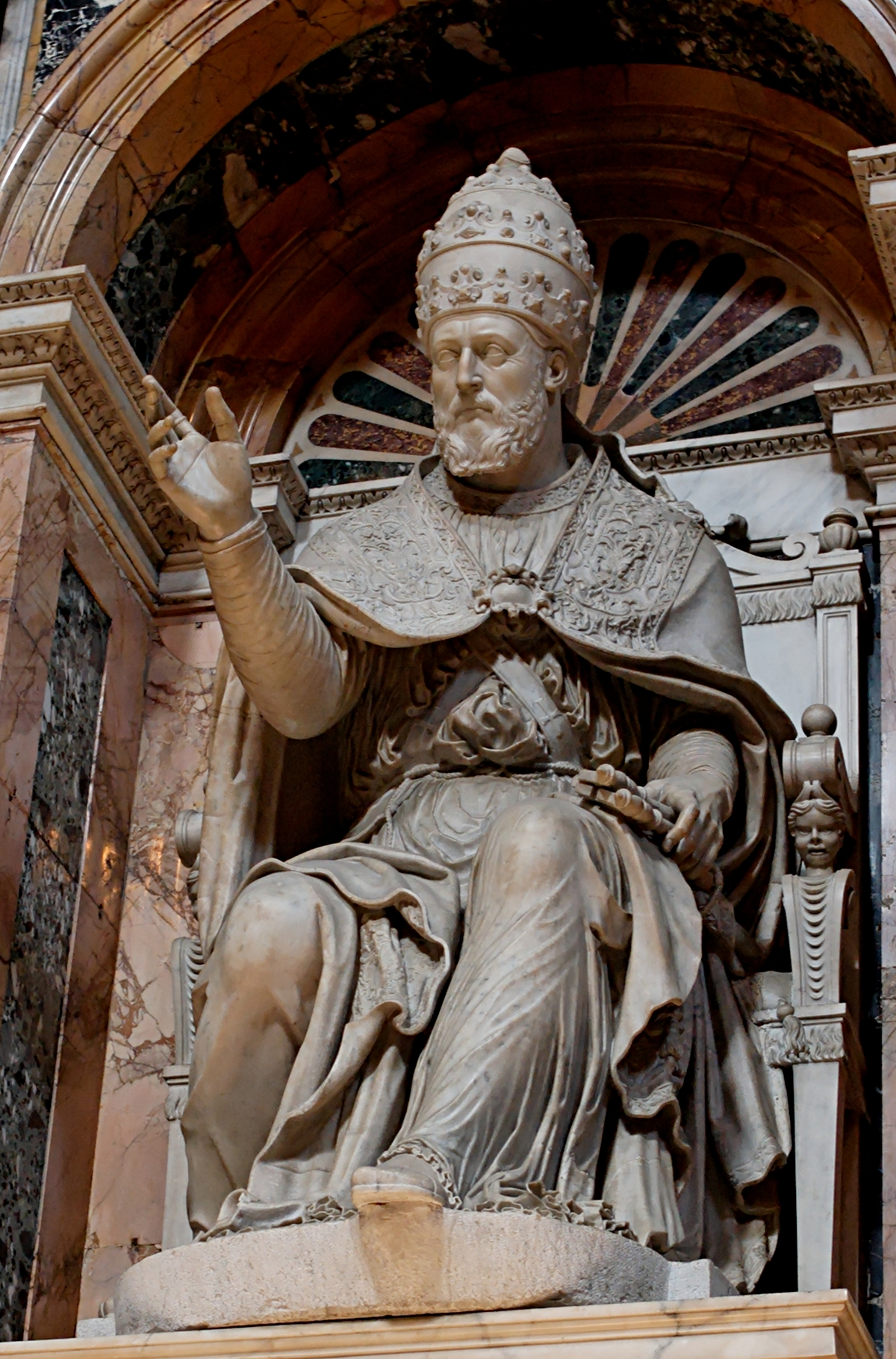
Statua di Clemente VIII a Santa Maria Maggiore a Roma.

La congregazione benedettina di Svizzera è una congregazione di abbazie in Svizzera, o legate a questa nazione, appartenenti alla confederazione benedettina dell'Ordine di San Benedetto.
Essa fu voluta da papa Clemente VIII nel 1602.

## Storia
A seguito della Rivoluzione francese, nel 1798, tutte le congregazioni religiose in Svizzera furono sciolte, ma alcune furono reinstaurate con un decreto di Napoleone Bonaparte del 1803. Il principe-abate di San Gallo rifiutò il decreto e le concessioni politiche che questo implicava.
I cantoni svizzeri proclamarono lo scioglimento delle abbazie di Pfäfers nel 1838, di Muri nel 1841 (ma essa fu rifondata nel 1845 a Gries, allora in Austria ed oggi in Italia), di  Fischingen nel 1848 (rifondata come priorato nel 1977), di Rheinau nel 1863.
La Kulturkampf svizzera provocò anche lo scioglimento dell'Abbazia di Mariastein negli anni 1874-1875 e la sua comunità trovò asilo in Francia, da dove però fu cacciata nel 1901, con la legge sulle congregazioni. Essa allora si trasferì a Bregenz, in Austria, ma le autorità nazionalsocialiste la dispersero  nel 1941. Il governo svizzero ne accettò allora il ritorno, ma l'abbazia ritrovò il suo statuto solo nel 1973.
Durante la Kulturkampf le abbazie di Einsiedeln e di Engelberg furono costrette all'esilio negli Stati Uniti d'America . Esse formarono colà una base di nuove case che oggi fanno parte della congregazione Benedettina Elveto-americana, prima di rientrare in Svizzera con il ritorno della normalità.
L'abbazia di Monte Maria, in Alto Adige,  si è aggregata alla congregazione nel 1931, dopo aver lasciato la congregazione d'Austria.

## Abbazie
- Abbazia di Einsiedeln (Cantone di Svitto)
- Abbazia di Disentis (Cantone dei Grigioni)
- Abbazia di Muri-Gries (Alto Adige)
- Priorato di Fischingen (Cantone di Turgovia)
- Abbazia di Engelberg (Canton Obvaldo)
- Abbazia di Mariastein (Cantone di Soletta)
- Abbazia di Marienberg (Alto Adige)
- Priorato benedettino di Yaoundé (Monte Febe, Camerun), dipendente da Engelberg

## Galleria d'immagini

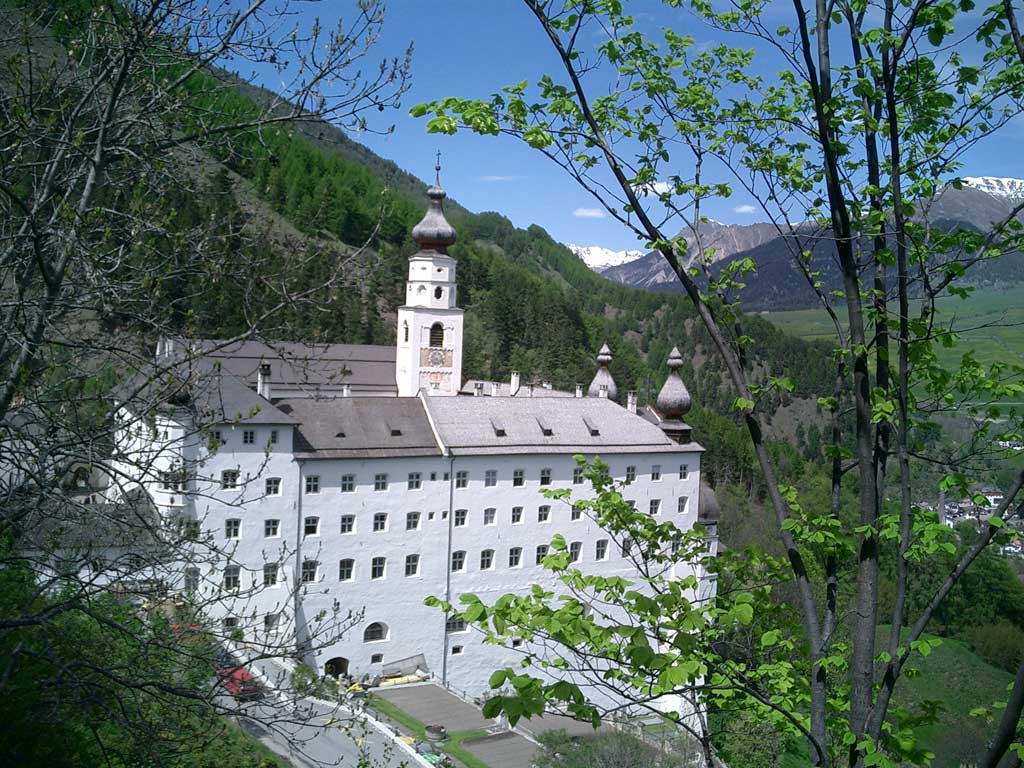
Abbazia di Marienberg
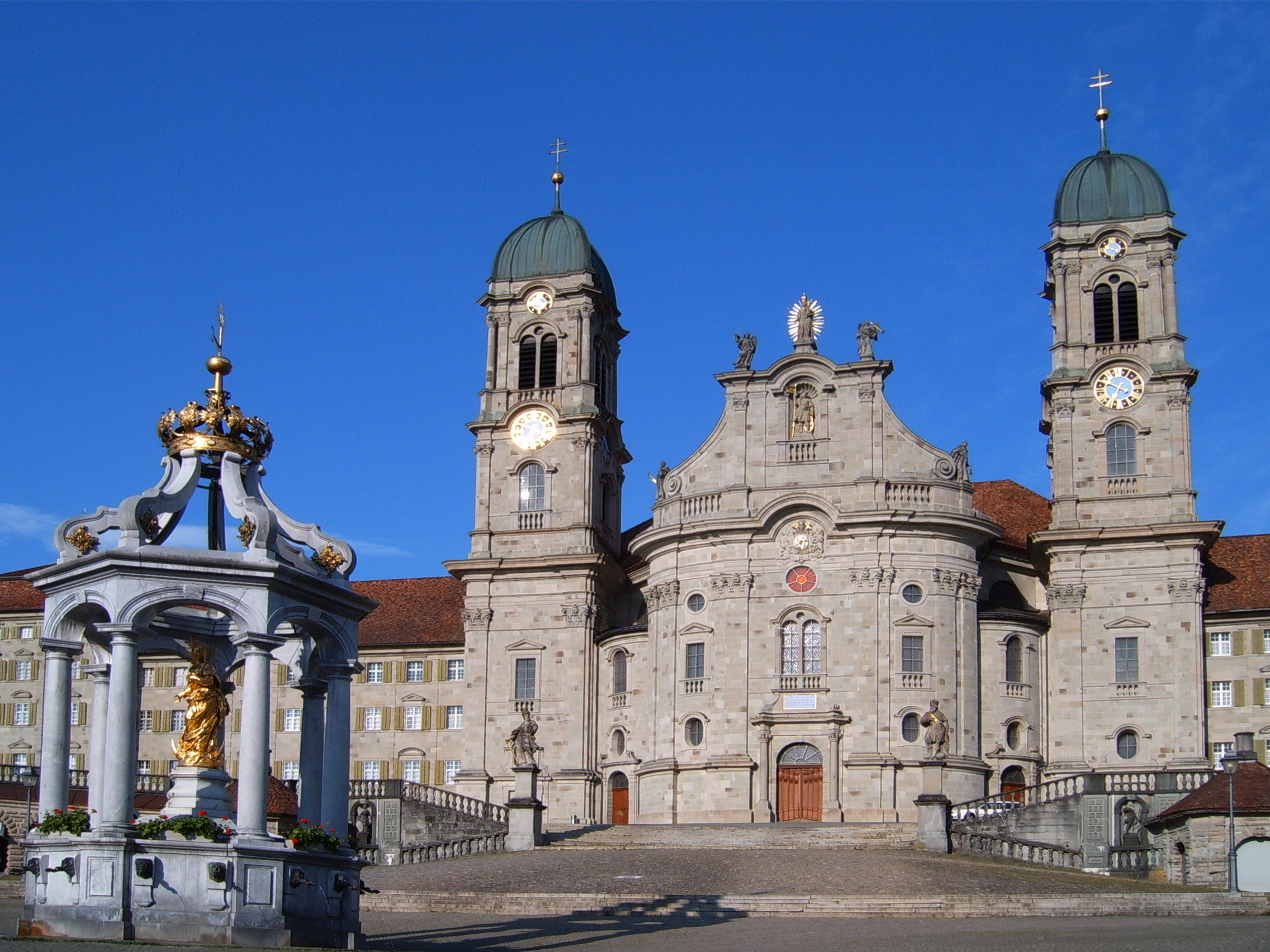
Abbazia di Einsiedeln
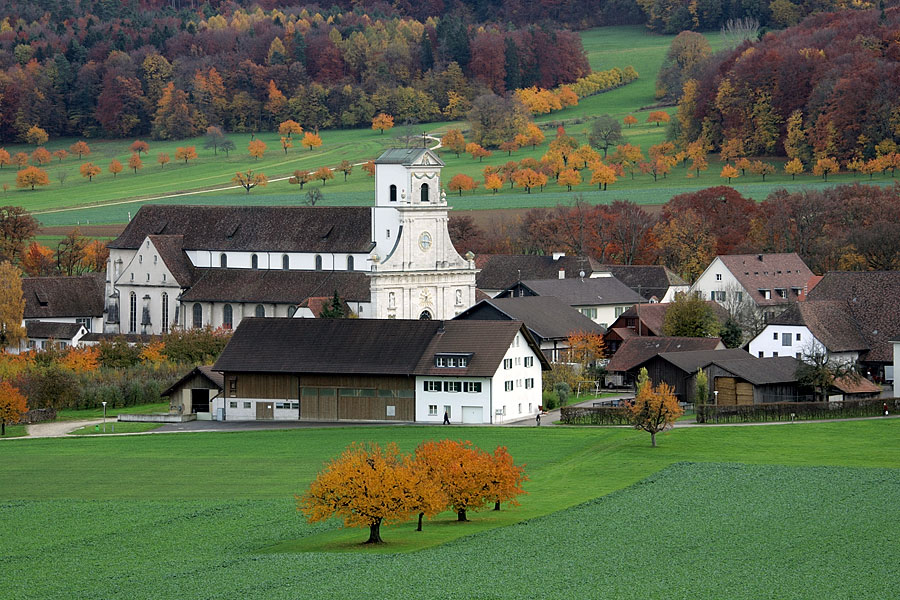
Abbazia di Mariastein

## Abati generali del periodo moderno
- Heinrich Schmid, di Einsiedeln (1846-1874)
- Basil Oberholzer, di Einsiedeln (1875-1895)
- Columban Brugger, di Einsiedeln (1896-1905)
- Thomas Bossart, di Einsiedeln (1905-1923)
- Ignatius Staub, di Einsiedeln (1924-1947)
- Benno Walter Gut, di Einsiedeln (1947-1959)
- Basil Niederberger, di Marienberg (1960-1967)
- Leonhard Bösch, di Engelberg (1967-1979)
- Dominik Löpfle, di Muri-Gries (1979-1991)
- Pankraz Winiker, di Disentis (1991-1997)
- Benno Malfèr, di Muri-Gries (1997-2015)
- Christian Meyer, di Engelberg (dal 2015)